# Greatest Hits: My Prerogative
Greatest Hits: My Prerogative je prva kompilacija ameriške pevke Britney Spears, izdana 1. novembra 2004 pri založbi Jive Records.
Kompilacija z njenimi največjimi uspešnicami je izšla z dvema različnima formatoma, s standardno različico in v omejeni izdaji z dodatnim CD-jem z remiksi.
Izdali so tudi istoimenski DVD za kompilacijo.
Album vključuje tudi tri nove pesmi, verzijo uspešnice Bobbyja Browna, »My Prerogative« ter pesmi »Do Somethin'« in »I've Just Begun (Having My Fun)«, ki je digitalno izšla avgusta 2004.
Glasbeni kritiki so kompilaciji Greatest Hits: My Prerogative dodelili mešane ocene.
Nekateri so menili, da natančno prikaže Britney Spears kot definicijo figure ameriške pop kulture, drugi pa so dejali, da je kompilacija vsebovala premalo gradiva in da je bila izdana prezgodaj.
Kompilacija Greatest Hits: My Prerogative je debitirala na vrhu irske in japonske glasbene lestvice ter enem izmed prvih desetih mest v štirinajstih državah, vključno z Avstralijo, Kanado, Norveško, Švedsko, Združenimi državami Amerike in Združenim kraljestvom. Kompilacija Greatest Hits: My Prerogative je po svetu prodala večk kot 5 milijonov izvodov. Zasedla je prvo mesto na lesticah na Finskem, Irskem, v Italiji in na Norveškem ter eno izmed prvih desetih mest v še štirinajstih drugih državah. Pesem »Do Somethin'« je izšla kot drugi singl s kompilacije in uživala v velikem komercialnem uspehu.

## Ozadje
13. avgusta 2004 je Britney Spears preko založbe Jive Records oznanila, da bo 16. novembra 2004 izšla njena prva kompilacija z največjimi uspešnicami, naslovljena Greatest Hits: My Prerogative. Naslov so izbrali potem, ko je posnela lastno verzijo singla Bobbyja Browna iz leta 1988, »My Prerogative«. Različico pesmi Britney Spears je producirala švedska produkcijska skupina Bloodshy & Avant. DVD istega imena, ki so izdali istega dne, je vključeval videospote za pesmi Britney Spears. Britney Spears je pesem »I've Just Begun (Having My Fun)« na začetku nameravala izdati na svojem četrtem glasbenem albumu In the Zone (2003).
Pesem je izšla kot dodatna pesem na evropski različici DVD-ja In the Zone. V Združenih državah Amerike je bila na voljo digitalno na različici albuma In the Zone, prodajane v trgovinah Wal-Mart zaradi ekskluzivne pogodbe med podjetjem Sony Connect in Wal-Martom. Ko je pogodba sredi leta 2004 potekla, je založba Jive Records pesem izdala preko iTunesa 17. avgusta 2004. Pesem »I've Just Begun (Having My Fun)« je postala sedma najbolje prodajana pesem preko iTunesa in pričela so se ugibanja o tem, ali bo vključena na kompilacijo Greatest Hits: My Prerogative. Seznam pesmi s kompilacije so uradno izdali 13. septembra 2004. Kompilacija Greatest Hits: My Prerogative je vključevala tri nove pesmi: »My Prerogative«, »I've Just Begun (Having My Fun)« in »Do Somethin'«, vse pa je producirala skupina Bloodshy & Avant. Omejena izdaja albuma je vključevala tudi dodatni CD z remiksi različnih pesmi Britney Spears drugih glasbenikov ter megamix vseh njenih uspešnic.

## Sprejem kritikov
Mary Awosika iz revije Sarasota Herald-Tribune je pesem »I've Just Begun (Having My Fun)« označila za eno izmed najboljših novih pesmi, k čemur je dodala še: »Ostali del albuma je samo porazen nered, ki nas spominja na čase, ko je Britney Spears kazala velik potencial v popularni kulturi, ko je kot se za multi-milijonarsko glasbenico vladala pop lestvicam. [...] Roko na srce, nihče ne more zanikati, da je Britney Spears posnela kar nekaj enkratnih dance pesmi, vendar v ta album ne bi smeli kar nasuti njenih največjih uspešnic.« Faridul Anwar Farinordin iz revije New Straits Times je napisal, da »bodo oboževalci tole zagotovo kupili«, za najboljši pesmi na kompilaciji pa je izbral singla »Oops!... I Did It Again« in »Overprotected«. Annabel Leathes s spletne strani BBC Online je kompilacijo označila za »kalorično kot KFC-jevi burgerji v slogu cenene poroke; dvajset pesmi, po katerih si obližemo prste in ki odsevajo njeno pot v pop kulturi, odločenost, da tu tudi ostane.« Christy Lemire iz revije Associated Press je menila, da je Britney Spears kompilacijo z največjimi uspešnicami izdala prezgodaj, samo pet let po začetku svoje kariere, za vrhunec kompilacije pa je označila pesmi »I'm a Slave 4 U«, »Toxic« in »Everytime«. Andy Petch-Jex s spletne strani MusicOMH je napisal, da so prve štiri pesmi s kompilacije »popolnoma brezvezne, vendar ne gre zanikati, da imajo dober ritem«.
Spence D. iz revije IGN je napisal: »Če Britney Spears s kompilacijo Greatest Hits: My Prerogative namerava pokazati vse svoje najboljše pesmi, misli, da je sposobna oponašati in posvojiti stile tistih, ki so prišli pred njo z dovolj poleta in navdušenja, da so prepričali mlajše generacije, da je v dobri veri pravo pop razodetje, ni dosegla svojega cilja. [...] To je eden izmed tistih kičastih albumov, ki se mu lahko izogneš samo zato, ker je Britney Spears takšen prevladujoč element pop kulture.« James Gashinski iz revije The Gazette je napisal: »Kot kapsula je kompilacija My Prerogative kar uspešna,« vendar dodal: »Vse pop uspešnice skupaj na tem albumu so skupaj vredne manj kot vsaka posebej.« Razložil je: »Celo če tega kohezivnega albuma ni tako dobro poslušati, album My Prerogative ustvari portret časa, ko je Britney Spears predstavljala definicijo figure ameriške pop kulture.« Stephen Thomas Erlewine s spletne strani se je strinjal z Jamesom Gashinskijem, vendar je dodal, da »če kompilacijo primerjamo z albumom The Immaculate Collection, ki zajema njene single v času, ko je Madonna predstavila definicijo figure ameriške pop kulture, ne deluje kakor album, vendar je jasno, da nazoren prikaz kulture ni nujno dobra glasba.«
Ann Powers je za revijo Blender napisala: »Uspešnice, zbrane v kompilaciji My Prerogative, so skoraj tako lepljive kot sok in skoraj tako lahke kot zrak. Britney Spears se bo zagotovo zapisala v zgodovino, ampak ne zaradi svojih dosežkov, temveč zaradi svetovne norosti.« Pesem »...Baby One More Time« je označila za »pesem, ki je pokazala svojo zapuščino,« ter dodala še: »V manj kot petih minutah ustvari čustveno nevihto, ki je oboje, zelo javna in globoko zasebna. Če bi vsaj še naprej snemala takšne pesmi.« Kelefa Sanneh iz revije The New York Times je napisala: »Ob poslušanju njenih uspešnic, vseh naenkrat, vas morda očara zapeljiva resnost glasbe gdč. Spears: ritem je oster, besedilo napolnjeno z mešanico strahu in kontrole, glas pa proizvede enkratno toploto.«

## Dosežki na lestvicah
V Združenih državah Amerike je kompilacija Greatest Hits: My Prerogative debitirala na četrtem mestu lestvice Billboard 200 z 255.000 prodanimi izvodi. To je bil njen prvi album, ki ni debitiral na vrhu te lestvice. Album je decembra 2004 prejel platinasto certifikacijo Združenja ameriške glasbene industrije (RIAA) za milijon prodanih izvodov. Do 6. oktobra 2010 je kompilacija Greatest Hits: My Prerogative v Združenih državah Amerike prodala več kot 1.387.000 kopij izvodov. Septembra 2010 se je po izidu epizode serije Glee, naslovljene kot »Britney/Brittany«, posvečene Britney Spears, prodaja albuma povečala za 413%, zaradi česar je kompilacija Greatest Hits: My Prerogative pristala na triinštiridesetem mestu lestvice Billboard Catalog Albums. Na kanadski lestvici je kompilacija debitirala na tretjem mestu in nazadnje prejela zlato certifikacijo s strani organizacije Canadian Recording Industry Association (CRIA) za 50.000 prodanih izvodov. Na avstralski in novozelandski lestvici je kompilacija Greatest Hits: My Prerogative debitirala na četrtem in sedemnajstem mestu. Album je prejel dvakratno platinasto certifikacijo s strani organizacije Australian Recording Industry Association (ARIA) za 140.000 prodanih kopij.
Na britanski glasbeni lestvici je kompilacija Greatest Hits: My Prerogative debitirala na drugem mestu, takoj za Eminemovim albumom Encore, s prodajo 115.341 izvodov v prvem tednu. Kompilacija je debitirala na tretjem mestu evropske lestvice. Kompilacija Greatest Hits: My Prerogative je debitirala tudi na drugem mestu valonske, finske in danske, četrtem mestu norveške in avstrijske ter na enem izmed prvih desetih mest flandrske, češke, italijanske, portugalske in nizozemske glasbene lestvice. V Hong Kongu so jo nagradili z nagrado zlati disk, ki jo vsako leto podelijo desetim najbolje prodajanim tujim albumom tistega leta. Greatest Hits: My Prerogative je po svetu prodala pet milijonov kopij izvodov.

## Singli
Pesem »My Prerogative« je izšla kot prvi singl s kompilacije.
Premierno naj bi se predvajala 14. septembra 2004 na radijskih postajah, vendar jo je podjetje Real Tapemasters Inc. izdalo že 10. septembra tistega leta na CD-ju The Future of R&B. Ta različica pesmi se je glasbeno razlikovala od originala, saj so jo priredili tako, da je govorila o takratnem odnosu Britney Spears do medijev. Glasbeni kritiki so ji dodelili v glavnem negativne ocene, vendar je singl po svetu požel velik uspeh, saj je pristal na vrhu glasbenih lestvic v državah, kot so Finska, Irska, Italija in Norveška ter zasedel eno izmed prvih desetih mest na lestvicah v še štirinajstih državah. Na ameriških lestvicah je singl zasedel dvaindvajseto mesto na lestvici Billboard Top 40 Tracks in štiriintrideseto mesto na lestvici Billboard Top 40 Mainstream.
Čeprav niso nameravali izdati več singlov, je Britney Spears želela posneti videospot za pesem »Do Somethin'« in založbo tako prepričala, da so kot singl izdali tudi to pesem. Pesem je kot singl vsepovsod, razen na Nizozemskem, izšla 14. februarja 2005. Glasbeni kritiki so pesmi »Do Somethin'« dodelili v glavnem pozitivne ocene, kasneje pa je zasedla eno izmed prvih desetih mest na lestvicah v državah, kot so Avstralija, Danska, Švedska in Velika Britanija. Čeprav pesem ni izšla v Združenih državah Amerike, se je uvrstila na veliko Billboardovih lestvic zaradi uspešne digitalne prodaje; med drugim je zasedla stoto mesto na lestvici Billboard Hot 100. Videospot za pesem sta režirala Billie Woodruff in Britney Spears, ki je v njem zaigrala svoj alter ego, »Mono Liso«. Bila je tudi stilistka in koreografinja videospota.

## Seznam pesmi
| Št. | Naslov                                                                      | Pisec | Producent(i)                                        | Dolžina |
| --- | --------------------------------------------------------------------------- | --- | --------------------------------------------------- | ------- |
| 1.  | „My Prerogative‟                                                            | Bobby Brown, Gene Griffin, Teddy Riley                                                                        | Bloodshy & Avant                                    | 3:33    |
| 2.  | „Toxic‟                                                                     | Christian Karlsson, Pontus Winnberg, Cathy Dennis, Henrik Jonback                                             | Bloodshy & Avant                                    | 3:19    |
| 3.  | „I'm a Slave 4 U‟                                                           | Chad Hugo, Pharrell Williams                                                                                  | The Neptunes                                        | 3:25    |
| 4.  | „Oops!... I Did It Again‟                                                   | Max Martin, Rami                                                                                              | Max Martin, Rami                                    | 3:33    |
| 5.  | „Me Against the Music‟ (skupaj z Madonno)                                   | Britney Spears, Madonna, Christopher Stewart, Penelope Magnet, Thabiso Nikhereanye, Terius Nash, Gary O'Brien | Trixster, Penelope Magnet                           | 3:45    |
| 6.  | „Stronger‟                                                                  | Martin, Rami                                                                                                  | Max Martin, Rami                                    | 3:26    |
| 7.  | „Everytime‟                                                                 | Spears, Annette Stamatelatos                                                                                  | Guy Sigsworth                                       | 3:51    |
| 8.  | „...Baby One More Time‟                                                     | Martin | Max Martin, Rami                                    | 3:32    |
| 9.  | „(You Drive Me) Crazy‟ (remiks The Stop!)                                   | Jörgen Elofsson, Per Magnusson, David Kreuger, Martin                                                         | Max Martin, Rami                                    | 3:18    |
| 10. | „Boys‟ (Co-Edov remiks, skupaj s Pharrellom Williamsom)                     | Hugo, Williams                                                                                                | The Neptunes                                        | 3:47    |
| 11. | „Sometimes‟                                                                 | Elofson | Per Magnusson, David Kreuger, Jörgen Elofsson (co.) | 4:05    |
| 12. | „Overprotected‟ (na ameriški izdaji je namesto te pesmi Darkchildov remiks) | Martin, Rami                                                                                                  | Max Martin, Rami                                    | 3:20    |
| 13. | „Lucky‟                                                                     | Martin, Rami, Alexander Kronlund                                                                              | Max Martin, Rami                                    | 3:26    |
| 14. | „Outrageous‟                                                                | R. Kelly | R. Kelly                                            | 3:27    |
| 15. | „Don't Let Me Be the Last to Know‟ (samo na britanski in japonski izdaji)   | Robert Lange, Keith Scott, Shania Twain                                                                       | Robert Lange                                        | 3:51    |
| 16. | „Born to Make You Happy‟ (ni vključeno na ameriško izdajo)                  | Andreas Carlsson, Kristian Lundin                                                                             | Kristian Lundin                                     | 4:04    |
| 17. | „I Love Rock 'n' Roll‟ (ni vključeno na ameriško izdajo)                    | Alan Merrill, Jake Hooker                                                                                     | Darkchild                                           | 3:08    |
| 18. | „I'm Not a Girl, Not Yet a Woman‟                                           | Martin, Rami, Dido                                                                                            | Max Martin, Rami                                    | 3:51    |
| 19. | „I've Just Begun (Having My Fun)‟                                           | Spears, Michelle Bell, Karlsson, Winnberg, Jonback                                                            | Bloodshy & Avant                                    | 3:23    |
| 20. | „Do Somethin'‟                                                              | Karlsson, Winnberg, Jonback, Angela Hunte                                                                     | Bloodshy & Avant                                    | 3:22    |

| Omejena izdaja z dodatnimi remiksi | Omejena izdaja z dodatnimi remiksi                                        | Omejena izdaja z dodatnimi remiksi |
| Št.                                | Naslov                                                                    | Dolžina                            |
| ---------------------------------- | ------------------------------------------------------------------------- | ---------------------------------- |
| 1.                                 | „Toxic‟ (remiks Armanda Van Heldena)                                      | 9:33                               |
| 2.                                 | „Everytime‟ (Valentinov remiks)                                           | 3:26                               |
| 3.                                 | „Breathe on Me‟ (remiks Jacquesa Luja Conta)                              | 8:08                               |
| 4.                                 | „Outrageous‟ (Junkie XL-ov plesni remiks)                                 | 2:56                               |
| 5.                                 | „Stronger‟ (vokalni remiks Miguel »Migsa« – ni na ameriški verziji)       | 6:31                               |
| 6.                                 | „I'm a Slave 4 U‟ (Thunderpussov klubski remiks – ni na ameriški verziji) | 8:46                               |
| 7.                                 | „Chris Cox Megamix‟ (remiks Chrisa Coxa)                                  | 4:57                               |

## Ostali ustvarjalci
Ustvarjalci kompilacije Greatest Hits: My Prerogative navedeni po podatkih na spletni strani Allmusic.
| - John Amatiello – Audio produkcija - J.D. Andrew – Audio produkcija - Avant – Audio produkcija - Steve Bearsley – Audio produkcija - Michelle Bell – Skladateljica - Bloodshy – Audio produkcija - Bobby Brown – Skladatelj - Andreas Carlsson – Skladatelj - Cory Churko – Audio produkcija - Kevin Churko – Audio produkcija - Andrew Coleman – Audio produkcija - Tom Coyne – Audio produkcija - Cathy Dennis – Skladateljica - Dido – Skladatelj - Jörgen Elofsson – Audio produkcija, skladatelj - Niklas Flyckt – Mešanje - Andy Gallas – Audio produkcija - Abel Garibaldi – Audio produkcija - Brian Garten – Audio produkcija - Stephen George – Audio produkcija - Serban Ghenea – Mešanje - Brad Gilderman – Audio produkcija - Nigel Green – Mešanje - Gene Griffin – Skladatelj - Robert Haggart – Audio produkcija - John Hanes – Audio produkcija - Chaz Harper – Audio produkcija - Jake Hooker – Skladatelj - Jean-Marie Horvat – Mešanje - Chad Hugo – Skladatelj - Rodney Jerkins – Audio produkcija - Henrik Jonback – Skladatelj - R. Kelly – Audio produkcija, skladatelj, mešanje - Alexander Kronlund – Skladatelj - David Krueger – Audio produkcija, skladatelj - Robert John Mutt Lange – Audio produkcija, skladatelj - Tobias Lehmann – Audio produkcija | - Uwe Lietzow – Audio produkcija - Kristian Lundin – Skladatelj - Steve Lunt – Audio produkcija - Madonna – Skladatelj - Penelope Magnet – Audio produkcija, skladateljica - Per Magnusson – Audio produkcija, skladatelj - Fabian Marasciullo – Audio produkcija - Max Martin – Audio produkcija, skladatelj, mešanje - Charles McCrorey – Audio produkcija - Sean McGhee – Audio produkcija, mešanje - Ian Mereness – Audio produkcija - Per Merguson – Audio produkcija - Alan Merrill – Skladatelj - Richard Meyer – Audio produkcija - Jason Mlodzinski – Audio produkcija - The Neptunes – Audio produkcija, mešanje - Jonas Ostman – Audio produkcija - Rami – Audio Production, skladatelj, mešanje - Teddy Riley – Skladatelj - Tim Roberts – Audio produkcija - Keith Scott – Skladatelj - Guy Sigsworth – Audio produkcija - Tom Soares – Audio produkcija - Britney Spears – Skladateljica - Mark »Spike« Stent – Audio produkcija, mešanje - Christopher »Tricky« Stewart – Skladatelj - Rich Tapper – Audio produkcija - Brian Thomas – Audio produkcija - David Treahearn – Audio produkcija - Chris Trevett – Audio produkcija - Trixter – Audio produkcija - Michael Tucker – Audio produkcija - Shania Twain – Skladateljica - Seth Waldman – Audio produkcija - Pharrell Williams – Skladatelj - Petter Winnberg – Skladatelj |

## Dosežki in certifikacije

### Dosežki
| Lestvica (2004)                                               | Dosežek |
| ------------------------------------------------------------- | ------- |
| Avstralija (ARIA)                                             | 4       |
| Avstrija (Ö3 Austria Top 40)                                  | 4       |
| Belgija (Flandrija; Ultratop 50)                              | 5       |
| Belgija (Valonija; Ultratop 40)                               | 2       |
| Kanada (Canadian Albums Chart)                                | 3       |
| Češka (International Federation of the Phonographic Industry) | 6       |
| Danska (Tracklisten)                                          | 2       |
| Nizozemska (Dutch Top 40)                                     | 7       |
| Evropa (European Top 100 Albums)                              | 3       |
| Finska (YLE)                                                  | 2       |
| Francija (SNEP)                                               | 1       |
| Irska (IRMA)                                                  | 1       |
| Madžarska (Mahasz)                                            | 8       |
| Italija (FIMI)                                                | 7       |
| Japonska (Oricon)                                             | 1       |
| Nova Zelandija (RIANZ)                                        | 17      |
| Norveška (VG-lista)                                           | 4       |
| Portugalska (Associação Fonográfica Portuguesa)               | 5       |
| Švedska (Sverigetopplistan)                                   | 14      |
| Švica (Media Control Charts)                                  | 6       |
| Združeno kraljestvo (UK Albums Chart)                         | 2       |
| Združene države Amerike (Billboard 200)                       | 4       |

|

### Certifikacije
| Država                  | Certifikacije |
| ----------------------- | ------------- |
| Argentina               | Zlata         |
| Avstralija              | 2x Platinasta |
| Avstrija                | Zlata         |
| Belgija                 | Zlata         |
| Kanada                  | Zlata         |
| Danska                  | Zlata         |
| Evropa                  | Platinasta    |
| Finska                  | Platinasta    |
| Francija                | 2× Zlata      |
| Hong Kong               | Zlata         |
| Madžarska               | Zlata         |
| Japonska                | 3x Platinasta |
| Norveška                | Zlata         |
| Švica                   | Zlata         |
| Združene države Amerike | Platinasta    |

### Dosežki ob koncu leta
| Lestvica (2004)     | Dosežek |
| ------------------- | ------- |
| Avstralija          | 47      |
| Belgija (Flandrija) | 28      |
| Madžarska           | 65      |
| Velika Britanija    | 25      |

### Ostali pomembnejši dosežki
|}
| Predhodnik: Sol-fa od Asian Kung-Fu Generation | Prvo mesto na japonski glasbeni lestvici 15. november 2004 | Naslednik: 5x5 The Best Selection of 2002–2004 od Arashija |